# Springfyrene
Springfyrene er et eventyr skrevet af H.C. Andersen i 1845.
H.C. Andersens eventyr handler om en loppe, en græshoppe og en springgås (del af skroget), der kæmper om en prinsesses hånd ved at afprøve, hvem der kan springe højest. Kongen udlover derfor sin datter til den som kan springe højest. De springer alle tre, græshoppen lige i øjet på kongen, loppen springer så højt at ingen ser hvor højt den sprang og til slut ”springer” springgåsen ret i skødet på prinsessen.
Selv om gåsen ikke engang letter fra jorden, vinder den på mærkelig vis, fordi den er mere respektabel end de andre kavalerer. De to tabere tager konsekvensen: Loppen drager i krig, og græshoppen sætter sig i en grøft og filosoferer over tilværelsen.
| Sprog og litteratur | Spire Denne artikel om litteratur er en spire som bør udbygges. Du er velkommen til at hjælpe Wikipedia ved at udvide den. |